# Hacıkadem, Uşak
Hacıkadem là một xã thuộc huyện Uşak, tỉnh Uşak, Thổ Nhĩ Kỳ. Dân số thời điểm năm 2010 là 258 người.